# تومارکندی
تومارکندی یک روستا در ایران است که در دهستان قشلاق جنوبی واقع شده‌است. تومارکندی ۱۱۴ نفر جمعیت دارد.